# Krzysztof Banaś
Krzysztof Tomasz Banaś – polski biolog, dr hab. nauk biologicznych, adiunkt Katedry Ekologii Roślin  Wydziału Biologii Uniwersytetu Gdańskiego.

## Życiorys
W 1996 ukończył studia ochrony środowiska na Uniwersytecie Gdańskim, 22 czerwca 2001 obronił pracę doktorską Wpływ substancji humusowych na warunki siedliskowe roślin podwodnych, 16 listopada 2018 habilitował się na podstawie pracy zatytułowanej Główne regulatory struktury roślinności podwodnej w jeziorach północno-zachodniej Polski.
Jest zatrudniony na stanowisku adiunkta w Katedrze Ekologii Roślin na Wydziale Biologii Uniwersytetu Gdańskiego.